# Still Not Getting Any...
Still Not Getting Any... è il secondo album della band canadese Simple Plan, pubblicato il 26 ottobre 2004. L'album ha venduto solo negli Stati Uniti più di un milione di copie, aggiudicandosi il disco di platino. Inoltre, è stato certificato quadruplo disco di platino in Canada vendendo oltre 240 000 copie e doppio disco di platino in Australia (140 000 copie).
Il 26 ottobre 2024, in occasione del ventennale del disco, i Simple Plan hanno pubblicato un'Anniversary Edition di Still Not Getting Any... contenente due tracce bonus: il brano Crash and Burn, mai uscito su piattaforme di streaming, e una versione acustica di Welcome to My Life.

## Tracce
1. Shut Up! – 3:01
2. Welcome to My Life – 3:22
3. Perfect World – 3:53
4. Thank You – 2:55
5. Me Against The World – 3:14
6. Crazy – 3:38
7. Jump – 3:11
8. Everytime – 4:03
9. Promise – 3:34
10. One – 3:22
11. Untitled – 4:00

Traccia bonus nell'edizione australiana e giapponese
1. Perfect (Live) – 6:22

Tra i contenuti speciali all'interno del DVD della Tour Edition sono presenti i testi dei brani su schermo, la discografia dei Simple Plan, oltre 50 foto dei Simple Plan, i link ai siti dei Simple Plan, Still Not Getting Any... in 5.1 Surround Sound e i crediti.

## Formazione
- Pierre Bouvier – voce
- Sébastien Lefebvre – chitarra ritmica, voce secondaria
- David Desrosiers – basso, voce secondaria, batteria addizionale (traccia 11)
- Jeff Stinco – chitarra solista
- Chuck Comeau – batteria

Altri musicisti
- Bob Buckley – arrangiamenti orchestrali in One e Untitled
- Bill Sample – piano in Untitled

## Classifiche
| Classifica (2004-2005) | Posizione massima |
| ---------------------- | ----------------- |
| Australia              | 6                 |
| Austria                | 5                 |
| Belgio (Fiandre)       | 37                |
| Belgio (Vallonia)      | 93                |
| Canada                 | 2                 |
| Francia                | 12                |
| Germania               | 16                |
| Giappone               | 10                |
| Italia                 | 18                |
| Nuova Zelanda          | 5                 |
| Paesi Bassi            | 32                |
| Regno Unito            | 101               |
| Spagna                 | 48                |
| Stati Uniti            | 3                 |
| Svezia                 | 26                |
| Svizzera               | 22                |